# Husserl-Lecture
Mit der Husserl-Lecture zeichnet die Deutsche Gesellschaft für phänomenologische Forschung alle zwei Jahre  einen Wissenschaftler aus,  der sich durch Forschungsleistungen in außergewöhnlicher Weise um die Phänomenologie verdient gemacht hat. Die Vorlesung findet an wechselnden Orten der für die Phänomenologie einschlägigen Forschung statt.

## Preisträger
| Jahr | Preisträger               | Vorlesungstitel                                                 |
| ---- | ------------------------- | --------------------------------------------------------------- |
| 2014 | Thomas Fuchs (Heidelberg) | Die gegenwärtige Bedeutung der Phänomenologie                   |
| 2016 | Natalie Depraz (Rouen)    | Phänomenologie und Praxis in politischer und ethischer Hinsicht |
| 2018 | Hans Rainer Sepp (Prag)   | Vom Absoluten. Skizze einer Phänomenologie des Extrems          |